# Psathyrella flexispora
Psathyrella flexispora är en svampart som beskrevs av T.J. Wallace & P.D. Orton 1960. Psathyrella flexispora ingår i släktet Psathyrella och familjen Psathyrellaceae.  Arten är reproducerande i Sverige. Inga underarter finns listade i Catalogue of Life.